# Izajasz (patriarcha Konstantynopola)
Izajasz (także  Jesaias), gr.   Ησαΐας, Esaias – patriarcha Konstantynopola od 11 listopada 1323 do 1334.

## Życiorys
Izajasz był mnichem na górze Atos. W wieku siedemdziesięciu lat, z woli cesarza Andronika II Paleologa, został dnia 11 listopada 1323 r. wybrany patriarchą Konstantynopola, po trwającym dwa lata, wywołanym wojną domową, wakacie na stolicy patriarszej. Prawdopodobnie z powodu poparcia wnuka cesarskiego Andronika III podczas wojen domowych w latach 1321–1328 cesarz ograniczył patriarsze prawo poruszania się do klasztoru Manganon w Konstantynopolu. Po ustąpieniu Andronika III, 23/24 maja 1328 nowy cesarz zdjął areszt z patriarchy. Wysłana naprzeciw  Izajaszowi eskorta nie składała się jak zazwyczaj z duchownych, ale z trupy muzyków, tancerek i komików. Jeden z nich tak się śmiał, że prawie spadł z konia.
Za jego patriarchatu doszło do próby porozumienia pomiędzy Kościołem Prawosławnym a Kościołem Ormiańskim, która jednak nie zakończyła się powodzeniem.